# Monika Ivkic

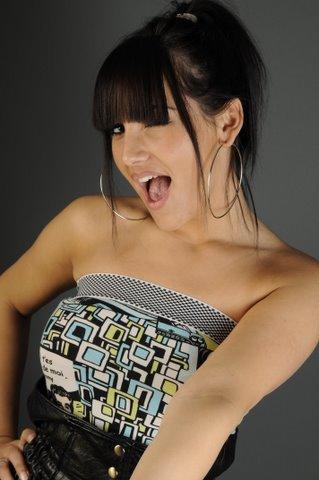
Monika Ivkic (2008)

Monika Ivkic (* 6. Juni 1989 in Gradačac, Jugoslawien), auch bekannt als Monice, ist eine österreichische Popsängerin. Sie wurde durch Starmania, Deutschland sucht den Superstar und die serbische Castingshow Zvezde Granda bekannt.

## Leben und Karriere
Ivkic wurde in Gradačac geboren und kam als Bosnienkriegsflüchtling nach Wien. Im Alter von 17 Jahren schloss sie die Schule ab und wollte Sängerin werden.
Im Alter von 15 Jahren nahm Ivkic bei der deutschen Castingshow Popstars teil. Da sie das Mindestalter von 16 Jahren nicht erfüllte, konnte sie die Sendung nicht bis zum Ende bestreiten. Ein Jahr später nahm Ivkic an der österreichischen Castingshow Starmania teil, in der sie am Ende den 18. Platz belegte. Ihre Popularität stieg, als sie im darauffolgenden Jahr bei Deutschland sucht den Superstar teilnahm und den vierten Platz belegte. Ivkic nahm am irischen Vorentscheid zum Eurovision Song Contest 2010 teil, bei dem sie mit dem Lied Fashion Queen den dritten Platz belegte.
Im Februar 2009 brachte Ivkic ein Buch mit dem Titel Lasst euch vom Bohlen nicht verkohlen – Tipps und Tricks für Superstars (und alle, die es werden wollen) heraus.

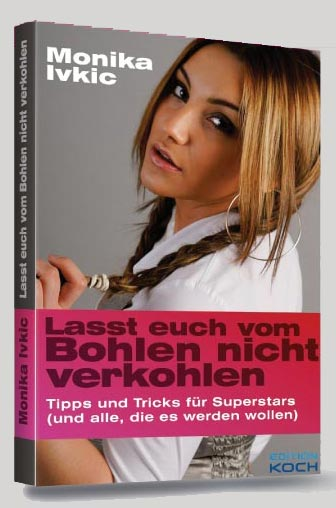
Lasst euch vom Bohlen nicht verkohlen – Tipps und Tricks für Superstars (und alle, die es werden wollen)

Ende 2010 verlor sie ihren Plattenvertrag bei der Warner Music Group und erhielt im März 2011 einen Vertrag beim Independent-Label Permanent Vacation. Das geplante Album Painful Dreams im Februar 2012 wurde aufgrund der hohen Produktionskosten verschoben. Mehrfach wechselte Ivkic in der Folge das Plattenlabel und war schließlich bei Permanent Vacation (Singleveröffentlichungen in der Schweiz und in Österreich) sowie Polydor (Singles in Deutschland & Bosnien und Herzegowina) unter Vertrag. Ivkic ist seit 2021 bei dem serbischen Independent-Label Two Louder unter Vertrag.
Ivkic nahm an der Saison 2017/18 des Musikwettbewerbs Zvezde Granda teil und erreichte im Finale den 10. Platz.
Seit 2011 arbeitet sie auch als Journalistin für eine österreichische Tageszeitung.

## Auftritte bei Deutschland sucht den Superstar
| Show                                                  | Lied                    | Originalinterpret  | Platzierung     |
| ----------------------------------------------------- | ----------------------- | ------------------ | --------------- |
| Top-15-Show                                           | Hurt                    | Christina Aguilera | 3/15 mit 7,25 % |
| 1. Mottoshow (Motto: Hits von Heute)                  | Nobody Knows            | Pink               | 2/10 mit 9,02 % |
| 2. Mottoshow (Motto: Filmhits)                        | I’m Every Woman         | Whitney Houston    | 5/9 mit 7,28 %  |
| 3. Mottoshow (Motto: Mariah Carey und Take That)      | Without You             | Mariah Carey       | 5/8 mit 6,12 %  |
| 4. Mottoshow (Motto: Greatest Hits)                   | What a Feeling          | Irene Cara         | 6/7 mit 5,97 %  |
| 5. Mottoshow (Motto: Songs der Jury)                  | Für dich                | Yvonne Catterfeld  | 4/6 mit 8,95 %  |
| 6. Mottoshow: (Motto: Partyhits und Akustik-Balladen) | Let’s Get Loud          | Jennifer Lopez     | 4/5 mit 9,78 %  |
| 6. Mottoshow: (Motto: Partyhits und Akustik-Balladen) | Killing Me Softly       | Roberta Flack      | 4/5 mit 9,78 %  |
| 7. Mottoshow: (Motto: Deutschland gegen England)      | You Might Need Somebody | Randy Crawford     | 4/4 mit 9,05 %  |
| 7. Mottoshow: (Motto: Deutschland gegen England)      | Liebe ist alles         | Rosenstolz         | 4/4 mit 9,05 %  |

## Diskografie

### Studioalben
- 2008: Monice
- 2010: Fashion Queen
- 2011: Fashionista
- 2012: PDBM

### Kompilationen
- 2012: Monika Ivkic – The Fashion Collection (Erstveröffentlichung: 6. Februar 2012)

### Singles
- 2006: Sing for Me (mit den Starmania-Allstars; Chartplatzierung AT: 7; 22 Wochen)[4]
- 2008: I’m Gonna Make It
- 2008: Together We’ll Be
- 2009: Only the Good Die Young
- 2009: Boiz
- 2009: Fashionista
- 2009: True
- 2010: Fashion Queen
- 2011: I’m Gonna Make It
- 2011: Letzte Fahrt (feat. Benzema)
- 2011: Together We’ll Be
- 2011: True
- 2012: Fashionista
- 2012: Letzte Fahrt (feat. Curse)
- 2012: Skini Okom Sve Na Meni
- 2012: Ice Ice Baby (feat. Vanilla Ice)
- 2012: Touch the Limit
- 2012: Summer Paradise (feat. Edward Maya)
- 2018: Kerozin
- 2019: Samo Moj (mit Tea Tairović)
- 2019: Ponos
- 2019: Gad
- 2019: Ljubav Moja
- 2019: Manipulator
- 2021: Mama Ti Je Rekla (feat. Mile Kitić)
- 2023: Ostavi mi drugove
- 2024: Venera

## Sekundärliteratur
- Lasst euch vom Bohlen nicht verkohlen. Tipps und Tricks für Superstars (und alle, die es werden wollen). Höfen, Edition Koch 2009, ISBN 978-3-7081-0508-6.